# هالاین
شهر هالاین (به آلمانی: Hallein) در استان  سالزبورگ با جمعیت  ۱۹٬۱۶۹  نفر در کشور اتریش واقع شده‌است.